# Tachero nocturno
Tachero nocturno es una película argentina erótica y de comedia picaresca de 1993 dirigida por Carlos Galettini y protagonizada por Tristán, Nelly Láinez, Karen Reinchardt, Délfor Medina y Andrés Vicente. Se estrenó el 9 de febrero de 1993.
Tachero nocturno formó parte de una serie de tres películas lanzadas directamente a video entre 1991 y 1993 donde Tristán era el protagonista. Fue lanzada únicamente en formato casero (VHS) debido a la caída que el género tuvo en años anteriores, siendo la última película en la que Tristán tuvo una actuación protagónica, y la última película en la que apareció, ya que luego se dedicó solamente a actuar en teatro y televisión. La baja calidad de la cinta, y las pocas unidades que se distribuyeron de la misma, culminaron en que actualmente es una rareza conseguir copias de la película en distribución, igual que con otras películas protagonizadas por Tristán en esos años, ya que la mayoría fueron lanzadas únicamente en video VHS.

## Sinopsis
Tristán es un tachero nocturno que debe sortear la sobreprotección de su madre, Doña Rosa (Nelly Láinez), junto con una mala suerte que lo persigue cuando intenta buscar mujeres para encuentros íntimos; sobretodo con Lolita (Karen Reichardt), quien está siempre cerca, pero con quien nunca puede concretar nada debido a la antipatía que le tiene a Tristán su padre, Don José (Délfor Medina), un verdulero que despotrica con cualquier joven que se le acerque a Lolita. Tristán termina siendo testigo de la persecución de un marido infiel, junto con otros sucesos que terminan culminando en un final desopilante.

## Reparto
| Actor            | Personaje |
| ---------------- | --------- |
| Tristán          | Tristán   |
| Nelly Láinez     | Doña Rosa |
| Karen Reinchardt | Lolita    |
| Délfor Medina    | Don José  |
| Andrés Vicente   | Pepe      |
| Andrea Gilmour   |           |
| Carlos Vannoni   |           |

## Controversia

### Denuncia a Tristán por acoso
En el 2018, la actriz Karen Reinchardt estuvo en el programa de espectáculos y chimentos "Intrusos", donde contó que fue acosada sexualmente por el actor Tristán durante el rodaje de Tachero nocturno, agregando que procedió a hacerle una denuncia por lo que había sucedido: 

"Teníamos escenas donde él estaba cerca y... me volvía loca. Yo era muy chica; no era boluda, pero me faltaba todo un camino".

Reichardt también confesó que en la época de la filmación de Tachero nocturno ella tenía un novio al que llamaba seguido, para pedirle que atente violentamente contra Tristán como castigo por el acoso que ella había recibido por parte del actor. A pesar de la situación, todo el elenco que formó parte del rodaje siempre la trataba injustamente de "loca", ignorando sus reclamos sobre las acciones de Tristán.
Consultado por estos dichos, el actor Andrés Vicente (coprotagonista del film) dijo en una entrevista que nunca supo de la denuncia de Reinchardt, y que de haberse enterado del acoso durante la filmación hubiera apoyado a su compañera.